# Курьохін Сергій Анатолійович
Сергі́й Анато́лійович Курьо́хін (рос. Серге́й Анато́льевич Курёхин; 16 червня 1954 — 9 липня 1996) — музикант-авангардист, джазовий музикант, композитор, актор, засновник і керівник проекту «Поп-механіка».

## Біографія
Сергій Курьохін народився у Мурманську 16 червня 1954. Музичну кар'єру розпочинав піаністом, граючи спочатку мейнстрім джаз, пізніше — вільний джаз та музичні імпровізації, експериментував з різними жанрами музики. У 1970-х грав у музичному колективі «Большой Железный Колокол», в цей же час познайомився з гуртом «Аквариум». Брав участь у записах альбомів гурту «Аквариум» «Треугольник», «Табу», «Радио Африка» та «Дети Декабря». У 1981 фірма «Лео Рекордз» випустила підпільний альбом Курьохіна «The Ways Of Freedom», після чого музикант став героєм фільму компанії Бі-Бі-Сі «All That Jazz». У 1984 створив гурт «Поп-механика». У 1989 Курьохін відправився до США, де розпочав активну музичну діяльність — записав власний альбом «Morning Exercises In The Nuthouse», зробив спільний запис із гітаристом Генрі Кайзером, співпрацював з музикантами Бозом Скеґґзом, Девідом Ван Тіґхемом, Девідом Моссом та ін. У 1995, після запису спільної платівки з американським саксофоністом Кешаваном Маслаком повернувся до Росії. У 1996 разом з Миколою Дмитрієвим став співзасновником фірми грамзапису «Длинные Руки».

### Смерть
Сергій Курьохін помер у Санкт-Петербурзі від саркоми серця 9 липня 1996.

## Дискографія
| Рік  | Альбом                                   |
| ---- | ---------------------------------------- |
| 1980 | Jam Session Leningrad                    |
| 1981 | The Ways of Freedom                      |
| 1982 | Subway Culture                           |
| 1983 | Exercises                                |
| 1985 | Концерт                                  |
| 1986 | Утренние упражнения в ореховом доме      |
| 1987 | Введение в Поп-механику                  |
| 1987 | Popular Zoological Elements              |
| 1987 | Мир — советские звуковые эксперименты    |
| 1987 | Народ гуляет                             |
| 1987 | Насекомое культуры                       |
| 1988 | Pop Mechanics No 17                      |
| 1988 | От музыки тает снег                      |
| 1988 | Концерт в Таксоне                        |
| 1989 | Популярная наука                         |
| 1989 | Mad nightingales in the Russian forest   |
| 1990 | Polynesia: Inroduction to History        |
| 1990 | Document                                 |
| 1991 | Ибливый опоссум — концерт во Франции     |
| 1991 | Live in Paris                            |
| 1991 | Пиратско-детский альбом                  |
| 1992 | Some Combinations of Fingers and Passion |
| 1992 | Опера богатых                            |
| 1995 | Воробьиная оратория                      |
| 1996 | Friends Afar                             |
| 1996 | Dear John Cage                           |
| 1996 | Трагедия в стиле рок                     |
| 1997 | Just Opera                               |
| 1997 | Divine Madness                           |

## У кіно
1992 року разом з Борисом Гребенщиковим зіграв в абсурдистській музичній кінострічці Два капітани 2.

## Вшанування пам'яті
Сергій Курьохін є одним з героїв роману «Коростишівський Платонов» Олександра Клименка (2010, «Ярославів Вал»).